# SŽD-Baureihe ТГМ23
Die Lokomotiven der SŽD-Baureihe ТГМ23 (deutsche Transkription TGM 23) der Sowjetischen Eisenbahnen (SŽD) sind breitspurige Diesellokomotiven mit dieselhydraulischer Kraftübertragung vorrangig für den Rangierdienst. Sie entstanden als Weiterentwicklung der ТГМ1 und ТГМ21 und gehören zu den am meisten produzierten Rangierlokomotiven der SŽD.

## Geschichte
Die erste Versuchs-Diesellokomotive mit der Bezeichnung ТГМ23.001 wurde 1960 von der Diesellokfabrik Murom in Murom unter Beteiligung Wjatscheslaw Filatows gebaut. Die neue Lokomotive unterschied sich von ihren Vorgängern (ТГМ1 und ТГМ21), von denen sie den grundsätzlichen Aufbau übernahm, durch eine bedeutende Anzahl von Änderungen in der Ausrüstung.
Im Laufe der Auslieferung wurden in die Konstruktion wesentliche Änderungen hineingetragen, was die verschiedenen Indizes der Serie widerspiegeln.

## Modifikationen

### ТГМ23А
Diese Modifikation unterschied sich von der Basisversion durch einen modernisierten Dieselmotor und die Konstruktion des Strömungsgetriebes. Von 1969 bis 1973 wurden vier Lokomotiven der Serie ausgeliefert.

### ТГМ23Б

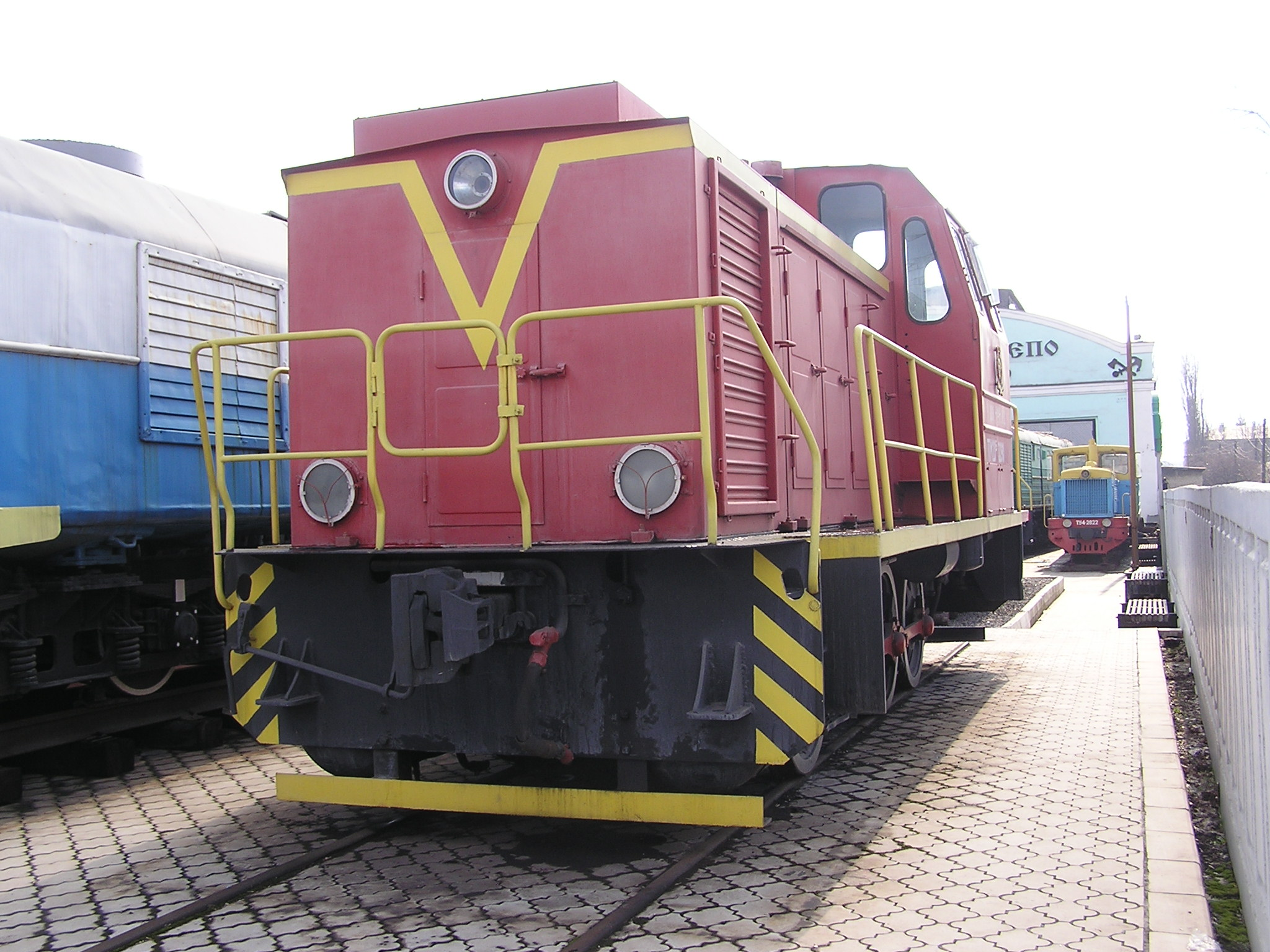
ТГМ23Б 3390 im Eisenbahnmuseum Donezk

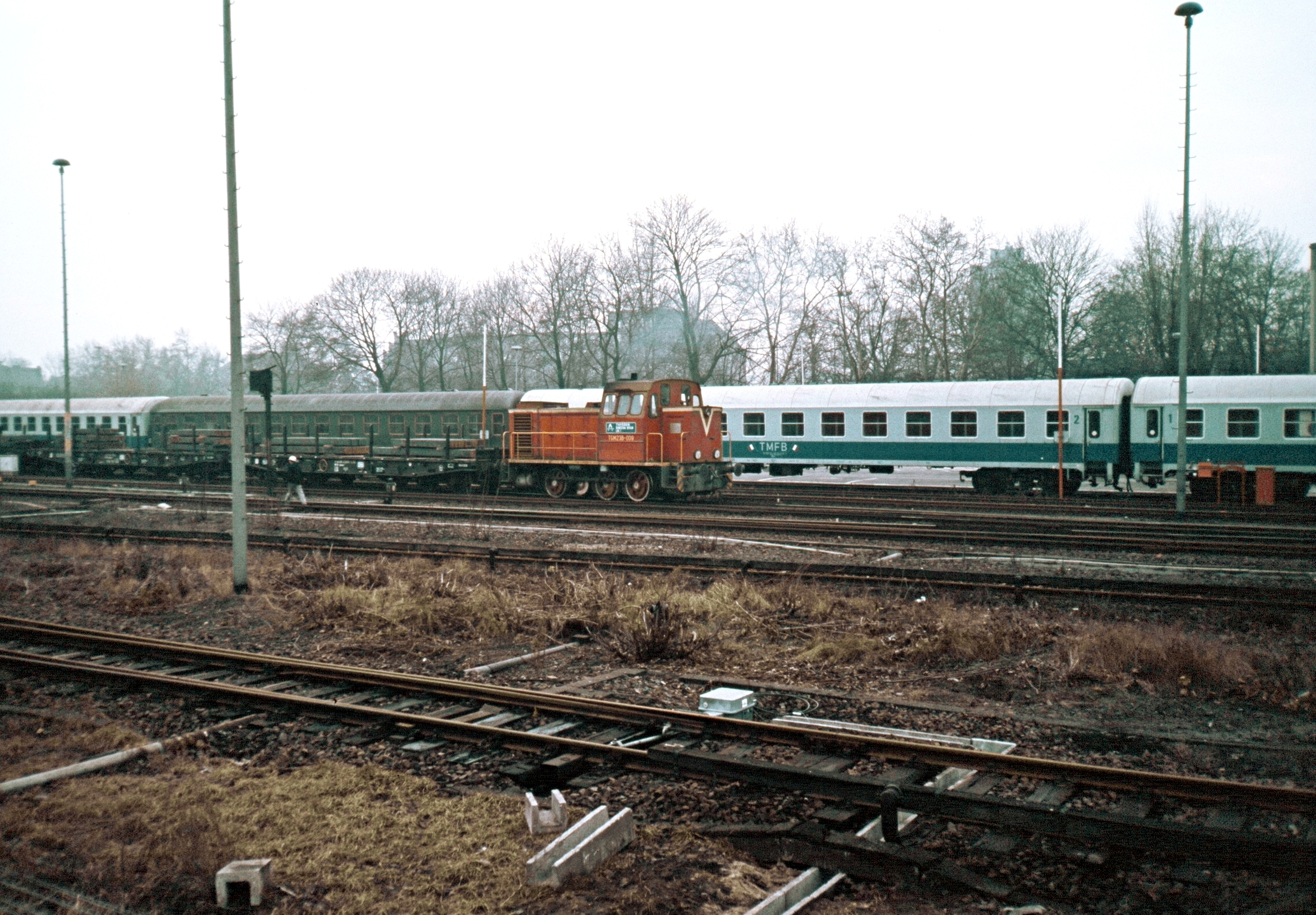
Werklok der Bauart TGM23B der Thyssen Bandstahl AG (ehem. Borsig Lok 9) im Bahnhof Berlin-Tegel, 1986

Diese Modifikation unterschied sich von den vorhergehenden Ausführungen durch den weniger leistungsfähigen Dieselmotor, der von der ТГМ1 übernommen wurde. Außerdem besaß sie eine weichere Federaufhängung und eine Reihe von Änderungen im Kühlsystem. Das Strömungsgetriebe war wie bei den Vorgängerversionen. Im Zuge der Auslieferung der Lokomotive wurde die Konstruktion des Rahmens geändert. Die Lokomotiven der Reihe ТГМ23Б (TGM23B) wurden von 1973 bis 1985 ausgeliefert, es entstanden ungefähr 3.400 Exemplare.
Im Rahmen eines Kompensationsgeschäfts für die umfangreichen Lieferungen von Erzeugnissen in die UdSSR gelangten 1981 und 1983 zwei dieser Maschinen zur Werkbahn der Borsig-Werke nach Berlin-Tegel. Die Lokomotiven wurden ab Oktober 1989 nicht mehr eingesetzt und an die Reichsbahn abgegeben, welche diese aber nicht mehr im Regelbetrieb einsetzte. Beide Lokomotiven wurden Anfang der 90er Jahre im BW Wustermark verschrottet.

### ТГМ23B

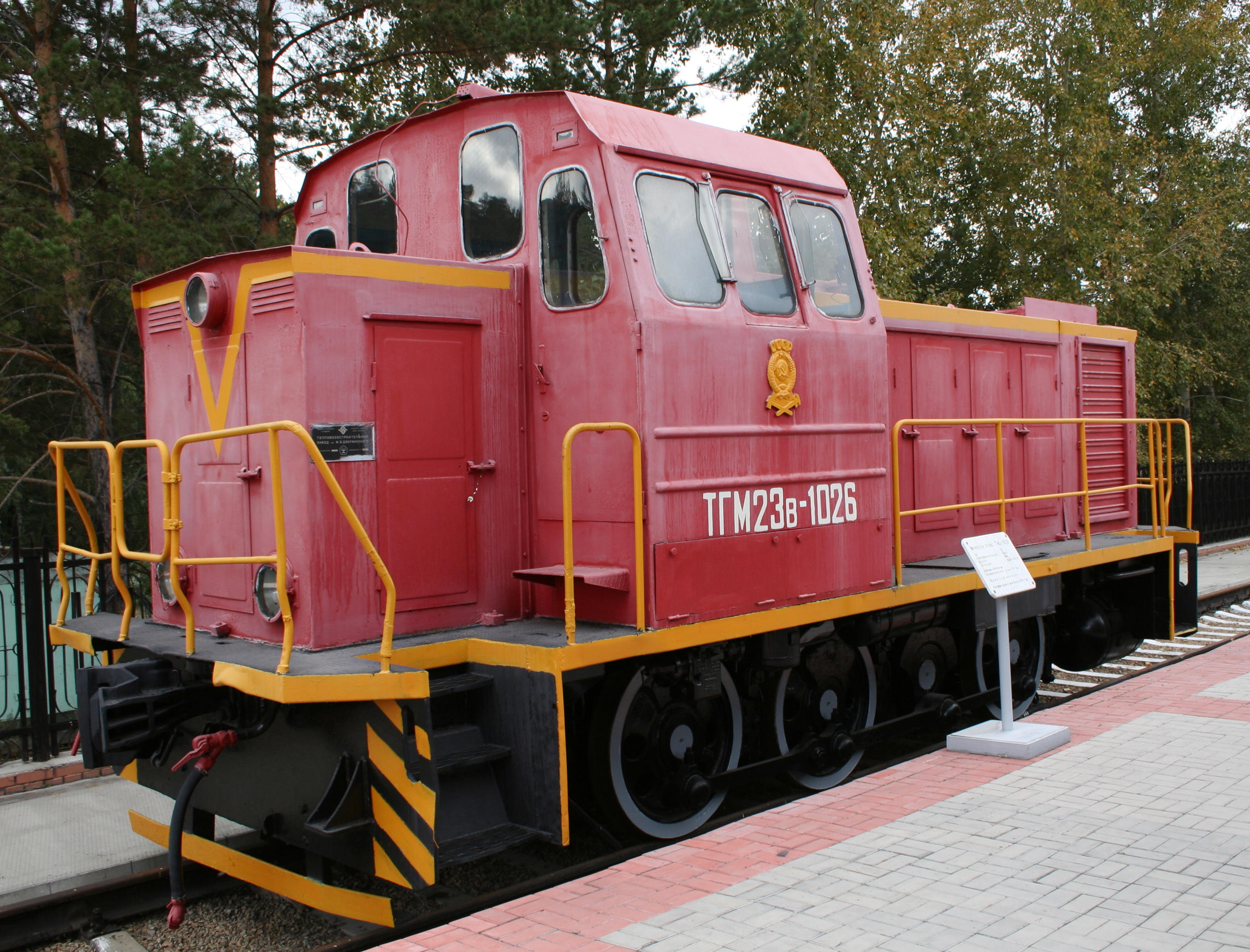
Diesellokomotive ТГМ23в-1026 im Eisenbahnmuseum Nowosibirsk

Diese Modifikation unterschied sich von der Ursprungsausführung durch den Dieselmotor, den Generator und die Akku-Batterie. Die Lokomotiven der Reihe ТГМ23B (TGM23W) wurden von 1982 bis 1991 gebaut. 1985 wurde eine Versuchsvariante der Diesellok mit einem Strömungsgetriebe ausgeliefert, bei denen die zwei Wandler von Turbinenrädern angetrieben wurden, die auf einer Welle angeordnet waren. Insgesamt wurden 2.667 Exemplare hergestellt.

### ТГМ23Д
Diese Modifikation ist eine Weiterentwicklung der ТГМ23B (TGM23W), die Auslieferung geschah in großen Stückzahlen bis 1991. Auf der Diesellokomotive wurde ein Strömungsgetriebe verwendet, was eine besonders niedrige Dauergeschwindigkeit und eine große Zugkraft beim Anfahren ermöglichte, Eigenschaften, die besonders günstig beim Rangierdienst und beim Auszugsdienst auf Industriebahnen sind. Die Kabine des Lokführers ist von beiden Fahrtseiten aus steuerbar und besaß eine gute Schallisolation. Zum Beginn der Auslieferung besaßen die Lokomotiven ein Dienstgewicht von 48 t (wie bei den Vorgängern ТГМ23B (TGM23W)), von der Inventarnummer 212 an besaßen die Lokomotiven ein Dienstgewicht von 44 t (wie bei den ТГМ23Б (TGM23B)). Früher wurden die unterschiedlichen Versionen deshalb als ТГМ23Д48 (TGM23D48) bzw. ТГМ23Д44 (TGM23D44) bezeichnet. Mit dem geringeren Gewicht wurden die Lokomotiven in kleineren Stückzahlen bis in unsere heutigen Tage hergestellt. So entstand im Februar 2014 die Diesellok mit der Inventarnummer 0523 für die KTZ.

## Konstruktion
Der Kasten aller Dieselloks der Serie ТГМ23 (TGM23) war ausgeführt mit einem größeren vorderen und einem kleinen hinteren Vorbau und einem Führerstand zwischen ihnen. Der Rahmen der Lokomotive ist aufgestützt auf den Radlagern über eine individuelle Federaufhängung. Bei der Ursprungsversion besaß die Federaufhängung keinen Ausgleich, bei den ТГМ23B (TGM23W) und ТГМ23Д (TGM23D) war die Federaufhängung mit einem Ausgleich versehen. Die Weichheit der Federaufhängung wurde durch die Anzahl der Lagen der Blattfedern bestimmt, unterschiedlich war die Art der Federaufhängung je nach Modifikation der Lokomotive. In den letzten Jahren der Auslieferung der ТГМ23 (TGM23) wurde grundlegend der hintere Teil des Fahrgestelles geändert.
Je nach Modifikation wurden bei den Diesellokomotiven folgende Dieselmotoren angewendet;
- 1Д12Н-500 (1D12N-500) mit Gasturbinenaufladung bei der ТГМ23 (TGM23) mit einer Leistung von 368 kW (500 PS);
- 1Д12Н-500M (1D12N-500M) mit einem höheren Aufladungsdruck;
- 1Д12-400 (1D12-400) bei der ТГМ23Б (TGM23B) mit einer Leistung von 294 kW (400 PS);
- 1Д12-400Б (1Д12-400B) bei der ТГМ23B (TGM23W) und der ТГМ23Д (TGM23D).

Der Dieselmotor wurde über einen Pneumatikantrieb vom Lokführerstand aus gesteuert, eine Art der Steuerung, wie sie bereits bei der ТГМ1 üblich war. Das Drehmoment des Dieselmotors wurde mittels des Strömungsgetriebes mit der Bezeichnung УГП 350—500 (UGP 300-500) der Murom-Werke und eines kombinierten Wende- bzw. Stufengetriebe an die Achsgetriebe weitergegeben. Im Rangiergang wurde das Drehmoment über vier Zahnräder, angeordnet im selben Gehäuse, an die entsprechende Drehzahl angepasst, im Streckengang wurde es von der Ausgangswelle des Strömungsgetriebes direkt an die Wellen der Achsgetriebe weitergegeben.
Im Zuge der Auslieferung wurden in die Konstruktion der ТГМ23 (TGM23) eine Reihe von kleineren Änderungen hineingetragen. So wurde das Vorwärmgerät für den Kühlwasserkreislauf zum Starten während der kalten Jahreszeit und zur Beheizung des Führerstandes bei abgestelltem Motor vom Platz unter der Lokführerkabine in den kleinen Vorbau verlegt, geändert wurden die Übersetzungsverhältnisse der Getriebe u. a.
Die Lokomotiven besaßen ergänzende Ausrüstungen wie Schneepflüge, Einrichtungen für die automatisierte Schmierung der Antriebsräder, die Systeme KLUB-U (Version P und UP) sowie Zugfunk.

## Technische Daten
Die Leistung der Dieselmotoren beträgt zwischen 294 kW (400 PS) und 368 kW (500 PS). Die maximale Geschwindigkeit beträgt im Rangiergang 30 km/h, im Streckengang 60 km/h. Die Dienstmasse beträgt je nach Dieselmotortyp 44 t – 48 t, mit ergänzendem Ballast 54 t.